# Castro del Río
Castro del Río is een gemeente in de Spaanse provincie Córdoba in de regio Andalusië met een oppervlakte van 220 km². In 2007 telde Castro del Río 8058 inwoners.

## Demografische ontwikkeling
Bron: INE, 1857-2011: volkstellingen